# Dar od Boha
Dar od Boha (v originále C.R.A.Z.Y.) je kanadský hraný film z roku 2005, který režíroval Jean-Marc Vallée podle vlastního scénáře. Film líčí osudy členů rodiny v Québecu v průběhu 20 let. Ústředním motivem je komplikovaný vztah otce a jeho syna Zacka.

## Děj
Zachary (Zack) se narodil na Vánoce 25. prosince roku 1960 jako v pořadí čtvrtý syn. Jeho silně věřící matka Laurianne je přesvědčená, že je již od dětství obdařen zvláštními schopnostmi tišit ostatním bolest a zastavovat krvácení. Jeho otec Gervais se na tyto věci dívá velmi skepticky. Byl by raději, kdyby byl Zachary sportovec nebo hudebník. Sám je velkým milovníkem Patsy Cline a Charlese Aznavoura a při každé rodinné oslavě zpívá jeho píseň Emmenez-moi. Rodinu doplňují ještě starší bratři - intelektuálně založený Christian, Raymond, který má posléze problémy s drogami, a sportovec Antoine. Nejmladší Yvan se narodil dva roky po Zackovi. Během puberty Zach začíná pociťovat homosexuální sklony, což nemůže v katolicky konzervativní rodině nijak ventilovat. Během let proto Zack kolísá mezi svými sklony a snahou vyhovět otci. Ten jej pošle k psychologovi, aby se z homosexuality vyléčil. K rozkolu mezi otcem a synem dojde na Christianově svatbě, kde je Zack přistižen, jak líbá jiného hosta. Zack poté bez rozloučení odjíždí do Izraele. Vrací se až na pohřeb svého bratra Raymonda a s otcem, který nechce ztratit dalšího syna, se usmíří.

## Obsazení
| Michel Côté               | Gervais Beaulieu, otec         |
| Danielle Proulx           | Laurianne Beaulieu, matka      |
| Émile Vallée              | Zachary Beaulieu (6–8 let)     |
| Marc-André Grondin        | Zachary Beaulieu (15–21 let)   |
| Antoine Côté-Potvin       | Raymond Beaulieu (13-15let)    |
| Pierre-Luc Brillant       | Raymond Beaulieu (22–28 Jahre) |
| Jean-Alexandre Létourneau | Christian Beaulieu (15-17 let) |
| Maxime Tremblay           | Christian Beaulieu (24–30 let) |
| Sébastien Blouin          | Antoine Beaulieu (12-14 let)   |
| Alex Gravel               | Antoine Beaulieu (21–27 let)   |
| Gabriel Lalancette        | Yvan Beaulieu (8-9 let)        |
| Felix-Antoine Despatie    | Yvan Beaulieu (13-19 let)      |
| Natasha Thompson          | Michelle                       |
| Mariloup Wolfe            | Brigitte                       |
| Francis Ducharme          | Paul                           |

## Ocenění
- Toronto International Film Festival: nejlepší kanadský film
- Mezinárodní filmový festival v Gijónu: čtyři ocenění, mj. nejlepší režie
- Mezinárodní filmový festival v Marrakéši: cena poroty
- AFI Fest Los Angeles: cena publika
- Vancouver Film Critics Circle: nejlepší herec (Marc-André Grondin), nejlepší film, nejlepší herec ve vedlejší roli (Michel Côté), nejlepší herečka ve vedlejší roli (Danielle Proulx)
- Evropské filmové ceny: nominace v kategorii nejlepší mimoevropský film
- Genie Award:
  - nejlepší film
  - nejlepší výprava (Patrice Vermette)
  - nejlepší kostýmy (Ginette Magny)
  - nejlepší režie (Jean-Marc Vallée)
  - nejlepší střih (Paul Jutras)
  - nejlepší herec v hlavní roli (Michel Côté)
  - nejlepší herečka ve vedlejší roli (Danielle Proulx)
  - nejlepší zvuk (Yvon Benoît, Daniel Bisson, Luc Boudrias, Bernard Gariépy Strobl)
  - nejlepší střih zvuku (Martin Pinsonnault, Mira Mailhot, Simon Meilleur, Mireille Morin, Jean-François Sauvé)
  - nejlepší originální scénář (Jean-Marc Vallée, François Boulay)
  - speciální cena Golden Reel Award
  - nominace v kategoriích nejlepší herec v hlavní roli (Marc-André Grondin) a nejlepší amera (Pierre Mignot)
- Prix Jutra:
  - nejlepší film
  - nejlepší režie (Jean-Marc Vallée)
  - nejlepší herec v hlavní roli (Marc-André Grondin)
  - nejlepší herečka ve vedlejší roli (Danielle Proulx)
  - nejlepší herec ve vedlejší roli (Michel Côté)
  - nejlepší scénář (Jean-Marc Vallée, François Boulay)
  - nejlepší kamera (Pierre Mignot)
  - nejlepší výprava (Patrice Vermette)
  - nejlepší zvuk (Yvon Benoît, Daniel Bisson, Luc Boudrias, Bernard Gariépy Strobl)
  - nejlepší střih zvuku (Martin Pinsonnault, Mira Mailhot, Simon Meilleur, Mireille Morin, Jean-François Sauvé)
  - nejlepší kostýmy (Ginette Magny)
  - nejlepší střih (Paul Jutras)
  - nejlepší make-up (Micheline Trépanier)
  - nejlepší účesy (Réjean Goderre)
  - Film s'étant le plus illustré à l'extérieur du Québec
  - Billet d'Or pro film s nejvyššími výdělky v Québecu

## Zajímavosti kolem filmu
- Iniciály jmen Christian, Raymond, Antoine, Zachary a Yvan tvoří akronym názvu filmu, resp. písně Crazy od Patsy Cline.
- Film byl vybrán, aby zastupoval Kanadu při udílení cen Oscar v kategorii nejlepší cizojazyčný film, nebyl však nominován.
- Scény odehrávající se v Jeruzalémě, Tel Avivu a na poušti byly natočeny v Maroku.
- Ve filmové verzi distribuované ve Francii byly u některých dialogů přidány titulky, aby byly idiomy a odlišnosti ve výslovnosti quebecké francouzštiny srozumitelné též pro francouzské, belgické a švýcarské diváky.
- Režisér Jean-Marc Vallée si zahrál cameo roli kněze na Raymondově pohřbu.
- Jeho syn Émile Vallée hrál roli šestiletého Zacka.

## Hudba ve filmu
Ve filmu zazní několik písní:
- Patsy Cline: Back In Baby's Arms, I Fall To Pieces, Crazy
- Charles Aznavour: Emmenez-moi, Hier encore
- Jefferson Airplane: White Rabbit
- Pink Floyd: Shine On You Crazy Diamond, The Great Gig in the Sky
- David Bowie: Space Oddity
- Giorgio Moroder: From Here to Eternity
- The Rolling Stones: Sympathy for the Devil
- Roy Buchanan: The Messiah Will Come Again
- The Cure: 10:15 Saturday Night
- Robert Charlebois: Tout écartillé
- The Stories: Brother Louie
- Ginette Reno: L'enfant au tambour